# Euproctis pectinata
Euproctis pectinata är en fjärilsart som beskrevs av Geoffrey Fryer 1912. Euproctis pectinata ingår i släktet Euproctis och familjen tofsspinnare. Inga underarter finns listade i Catalogue of Life.